# Proxylastodoris kuscheli
Proxylastodoris kuscheli is een wants uit de familie van de Thaumastocoridae. 
De soort is endemisch in Nieuw-Caledonië. Deze wants geldt als levend fossiel omdat de enige andere soort uit het geslacht een soort is die alleen bekend is als fossiel in Baltische barnsteen uit het Eoceen. 
Met een lichaamslengte van 4,3 tot 5,0 millimeter is deze wants de grootste uit de familie van de Thaumastocoridae. Het is bovendien de enig bekende soort uit de onderfamilie van de Xylastodorinae die leeft op het oostelijk halfrond.
Proxylastodoris kuscheli leeft op de palm Burretiokentia vieillardii. Waarschijnlijk leeft de wants van bloemen en vruchten.